# Dominikanska republikens provinser
Dominikanska republikens provinser
Dominikanska republiken är indelat i 31 provinser. (provincias, sing: provincia). Huvudstaden Santo Domingo är ett eget distrikt (Distrito Nacional).
| Nr | Provins                | Huvudstad                    | Yta (km²) | Inv. (2010) |
| -- | ---------------------- | ---------------------------- | --------- | ----------- |
| 1  | Ázua                   | Ázua de Compostela           | 2 680,96  | 242 109     |
| 2  | Baoruco                | Neiba                        | 1 247,40  | 114 967     |
| 3  | Barahona               | Santa Cruz de Barahona       | 1 650,49  | 200 602     |
| 4  | Dajabón                | Dajabón                      | 1 009,12  | 66 954      |
| 5  | Duarte                 | San Francisco de Macorís     | 1 640,58  | 299 188     |
| 6  | Elías Piña             | Comendador                   | 1 396,89  | 72 130      |
| 7  | El Seibo               | Santa Cruz de El Seibo       | 1 767,00  | 105 994     |
| 8  | Espaillat              | Moca                         | 839,34    | 237 101     |
| 9  | Hato Mayor             | Hato Mayor del Rey           | 1 316,72  | 90 773      |
| 10 | Independencia          | Jimaní                       | 1 729,43  | 55 223      |
| 11 | La Altagracia          | Higüey                       | 3 002,26  | 229 428     |
| 12 | La Romana              | La Romana                    | 656,08    | 246 234     |
| 13 | La Vega                | Concepción de La Vega        | 2 271,89  | 429 563     |
| 14 | María Trinidad Sánchez | Nagua                        | 1 211,87  | 141 678     |
| 15 | Monseñor Nouel         | Bonao                        | 984,14    | 194 505     |
| 16 | Monte Cristi           | San Fernando de Monte Cristi | 1 880,34  | 120 833     |
| 17 | Monte Plata            | Monte Plata                  | 2 613,21  | 210 365     |
| 18 | Pedernales             | Pedernales                   | 2 042,40  | 25 478      |
| 19 | Peravia                | Baní                         | 785,08    | 202 250     |
| 20 | Puerto Plata           | San Felipe de Puerto Plata   | 1 803,61  | 327 510     |
| 21 | Hermanas Mirabal       | Salcedo                      | 427,18    | 103 259     |
| 22 | Samaná                 | Santa Bárbara de Samaná      | 844,99    | 98 820      |
| 23 | Sánchez Ramírez        | Cotuí                        | 1 197,44  | 156 238     |
| 24 | San Cristóbal          | San Cristóbal                | 1 240,32  | 660 009     |
| 25 | San José de Ocoa       | San José de Ocoa             | 856,04    | 69 204      |
| 26 | San Juan               | San Juan de la Maguana       | 3 360,04  | 245 377     |
| 27 | San Pedro de Macorís   | San Pedro de Macorís         | 1 256,98  | 337 108     |
| 28 | Santiago               | Santiago de los Caballeros   | 2 836,51  | 1 046 182   |
| 29 | Santiago Rodríguez     | San Ignacio de Sabaneta      | 1 152,11  | 54 865      |
| 30 | Santo Domingo          | Santo Domingo Este           | 1 300,07  | 2 198 333   |
| 31 | Valverde               | Mao                          | 809,44    | 190 253     |
| Nr | Distrikt               | Huvudstad                    | Yta (km²) | Inv. (2010) |
| DN | Distrito Nacional      | Santo Domingo                | 91,08     | 1 111 838   |